# Wyżyna Bugulmijsko-Belebejska
Wyżyna Bugulmijsko-Belebejska (ros. Бугульминско-Белебеевская возвышенность, Bugulminsko-Bielebiejewskaja wozwyszennost´) – płaska wyżyna w europejskiej części Rosji stanowiąca dział wodny między lewymi dopływami rzek: Biełej, Kamy i Wołgi. Najwyższe wzniesienie osiąga 418 m n.p.m. Wyżyna zbudowana jest z wapieni, piaskowców i glin. Porozcinana głębokimi dolinami rzek; występują zjawiska krasowe. Pokryta lasostepem, który jest znacznie wytrzebiony na potrzeby rolnictwa. Na wyżynie znajdują się pokłady ropy naftowej (Tujmazy, Szkapowo, Bugurusłan, Leninogorsk, Almietjewsk).